# Sebastià Masdeu i Menasanch
Sebastià Masdeu i Menasanch (Tarragona, 1889 - Barcelona, 5 de gener de 1964), també conegut com a Tarraco va ser un ciclista català de primeria del segle xx. Fou el primer vencedor de la Volta a Catalunya a banda de ser un dels impulsors d'aquest esport a les terres catalanes. El 1908 va prendre part en la primera edició de la Volta a Tarragona, en què finaltizà en sisena posició.
Un cop retirat de la vida professional continuà lligat al món del ciclisme, dirigint la Volta a Catalunya a partir de 1939. El 1970 se li va efectuar un homenatge pòstum.

## Palmarès
- 1908
  - 6è a la Volta a Tarragona
- 1909
  - 1r al Gran Premi Internacional de València
  - 3r al Gran Premi Tarraco
- 1911
  -  1r a la Volta a Catalunya i vencedor de 2 etapes
  - 3r al Campionat d'Espanya